# Легхорн
Легхорн (на английски: Leghorn; на италиански: Livorno) е италианска порода кокошка от Тоскана, Италия.

## История
Птиците от тази порода за първи път са изнесени в Северна Америка през 1828 г. от пристанищния град Ливорно.
От породата съществуват над 15 разновидности в цветове: черен, червен, жълт и други, но най-разпространени са птиците с бял цвят. Белите птици имат плътно и чисто бяло оперение. Цветът на кожата им е жълт. Характеризират се като дребни и шумни.

## Разпространение
Представителите на породата се срещат в цял свят.
- Посребрен легхорн
- Червен легхорн
- Черен легхорн
- Кафяв легхорн